# براندان ماهر
براندان ماهر (بالإنجليزية: Brendan Maher)‏ هو لاعب قذف أيرلندي، ولد في 1949 في Roscrea ‏ في جمهورية أيرلندا.